# Psicologia evolutiva
Psicologia evolutiva o del desenvolupament humà. Estudia la forma en la qual els éssers humans canvien al llarg de la seua vida; comprén l'estudi del cicle vital, de quina manera canvien contínuament les accions d'un individu i com aquest reacciona a un ambient que també està en constant canvi. Els psicòlegs denominen desenvolupament al canvi psicològic sistemàtic que es dona al llarg de la vida. Durant aquest procés la persona accedeix a estats més complexos i "millors" que els anteriors. És una branca de la psicologia amb més de cent anys. La psicologia del desenvolupament s'interessa a explicar els canvis que tenen lloc en les persones amb el pas del temps, és a dir, amb l'edat. També se li coneix amb el nom de “psicologia del cicle vital”, ja que estudia els canvis psicològics al llarg de la vida de les persones.
Aquest seria, doncs, l'objecte d'estudi de la psicologia del desenvolupament: els canvis que es donen en les persones al llarg de la vida poden ser explicats per uns factors que es troben enfrontats per parelles: continuïtat enfront de discontinuïtat, herència versus ambient, i normativitat versus idiografia. També el context en què es desenvolupen els subjectes ens permet comprendre'n millor l'evolució; així, cal destacar-ne el context històric, socioeconòmic, cultural i fins i tot l'ètnic. El desenvolupament s'ha d'entendre com un procés continu, global i molt flexible.
Al llarg de l'últim segle han sigut diversos els corrents i models teòrics que han aportat les seues recerques per explicar el fenomen del canvi. En general, cada model té les seues explicacions, de vegades contradictòries amb altres teories. Aquesta diversitat de paradigmes explicatius enriqueixen la comprensió del fenomen del desenvolupament.
Els més significatius d'aquests models són la psicoanàlisi, la psicologia genètica de Jean Piaget, el model sociocultural de Lev Vygotski recolzat en la teoria dels espais buits de Mercedes Chaves Jaime, les teories de l'aprenentatge, el model del processament de la informació i, més recentment, el model ecològic i etològic.
Segons Erik Erikson, hi ha una sèrie de tasques implícites en el desenvolupament de l'ésser humà, pròpies de les successives etapes. Aquestes tasques són, en gran part, imposades per la societat i la cultura. Amb el procés de socialització, complir aquestes tasques arriba a convertir-se una aspiració de l'individu, i li marca la conducta en determinats moments de la vida.

## Objecte i concepte

### Objecte d'estudi de la psicologia del desenvolupament
La psicologia del desenvolupament és una disciplina científica que forma part de la psicologia.
Basta i altres autors proposen que: “la psicologia evolutiva es preocupa pels canvis que tenen lloc en la conducta i les habilitats que sorgeixen en produir-se els canvis durant la vida.”
Per a aquests autors la psicologia del desenvolupament té dos objectius fonamentals: descriure la conducta dels subjectes i la manera com evoluciona, i identificar les causes i els processos que produeixen canvis (evolució) en la conducta entre una època i una altra.
Palacios en proposa una altra definició:
“La psicologia evolutiva és la part de la psicologia que s'ocupa dels processos del canvi psicològic que ocorren al llarg de la vida”. Els canvis als quals es refereix Palacios tenen a veure amb tres coses:
l'etapa de la vida, les circumstàncies pròpies de l'entorn en què el subjecte es desenvolupa, i les experiències particulars que viu cada persona.
Com es pot observar en ambdues definicions apareix la paraula “canvi”: la psicologia del desenvolupament és la psicologia del canvi, el qual es pot produir durant tota la vida, per això se la coneix també com psicologia del cicle vital.

### El concepte de desenvolupament
Per comprendre què és la psicologia del desenvolupament cal definir en primer lloc què és el desenvolupament.
No és senzill definir el desenvolupament humà, perquè hi ha tantes variables que poden afectar-lo que fins i tot, a voltes, és difícil identificar-les totes o conéixer el grau d'importància que en té cadascuna. Algunes d'aquestes variables són internes del subjecte, i moltes vegades heretades, mentre que altres en són externes, sovint determinades per l'ambient.
El concepte del desenvolupament humà va lligat sobretot a tres aspectes: en primer lloc, a uns factors explicatius que ajuden a comprendre el canvi psicològic. En segon lloc, el desenvolupament està relacionat amb els contextos en què es desenvolupen les persones. Finalment, el concepte sobre el desenvolupament té unes característiques pròpies.
Sobre aquest terme s'ha especulat molt, tant que, en algunes ocasions s'han bandejat les darreres edats del desenvolupament per no representar canvis significatius en el pensament, l'estat físic i emocional, i la capacitat productiva dels individus. És més fàcil descriure el desenvolupament com un procés de maduració en què s'adquireixen o minven habilitats i funcions físiques, mentals o socials que susciten canvis observables en els individus.

## Fantasia inconscient
Descriu les primeres maneres de representar, i potser coincideix amb el pictograma de Piera Auglanier: suposa l'element alfa de Bion. Són les primeres formes amb què el nadó representa el seu cos i el seu món segons plaer-disgust. Es funden en experiències reals.
Les fantasies inconscients estan sempre presents i actives en qualsevol individu; no és un indici de malaltia; la naturalesa d'aquestes fantasies i la seua relació amb la realitat externa és el que determina l'estat psíquic del subjecte.
La fantasia inconscient és l'expressió mental dels instints, i per tant, com aquests, n'hi ha des del començament de la vida. Per a cada impuls instintiu hi ha una fantasia corresponent. Per exemple: al desig de menjar li correspon una fantasia d'alguna cosa comestible que satisfaça aquest desig: el pit.
Crear fantasies és una funció del jo, la qual cosa suposa un major grau d'organització joica en el naixement, amb la capacitat del jo d'establir relacions objectals primitives en la fantasia i en la realitat.
La fantasia no és sols una fugida de la realitat, és un concomitant constant i inevitable de les experiències reals en constant interacció amb aquestes.
La fantasia té un aspecte defensiu; com el seu objectiu és satisfer impulsos instintius sense recórrer a la realitat externa, es pot dir que la gratificació que prové d'aquesta fantasia és una defensa contra la realitat externa de la privació i contra la realitat interna de la seua pròpia fam, de la seua pròpia ira.
La fantasia inconscient com a defensa té una relació amb els mecanismes de defensa de projecció i d'introjecció; els utilitza en funció de les fantasies, expressant el que la persona sent que està incorporant o expulsat fora.
L'estructura de la personalitat està en gran part determinada per les fantasies més permanents del jo sobre si mateix i sobre els objectes que conté. Aquesta relació entre estructura de la personalitat i fantasia inconscient és el que fa possible poder influir en l'estructura del jo i del superjò, en l'anàlisi de la relació del jo amb els objectes interns-externs modificant les fantasies sobre aquests objectes.
La fantasia inconscient és un nivell de registre i d'expressió d'una necessitat. Segons Enrique Pichon-Rivière és l'estratègia de satisfacció d'una necessitat. Té un element argumental, dramàtic. La fantasia inconscient és una escena en la qual es dramatitza un desig. En aquesta posada en escena, el subjecte utilitza elements expressius amb què compta en aquest moment del seu desenvolupament, elements expressius emergents de la seua experiència. Per això l'expressió de la fantasia inconscient es desenvolupa evolutivament des de la sensació a la imatge plàstica, i s'enriqueix després amb la paraula.

## Posició esquizoparanoide (Melanie Klein)
Segons Melanie Klein, des del naixement travessem diferents etapes o posicions; en ordre temporal passem primer per la posició esquizoparanoide i després per la posició depressiva, que posteriorment es manifestaran en diferents aspectes de la vida adulta. La posició esquizoparanoide s'explica des de la perspectiva que en nàixer tenim prou de capacitat per sentir ansietat, utilitzar mecanismes de defensa i establir primitives relacions objectals en la fantasia i en la realitat.
Al principi el jo està molt desorganitzat, però s'observa una tendència a integrar-se, per la qual cosa en les primeres etapes el jo és làbil, en constant fluència, i el seu grau d'integració varia d'un moment a altre.
Quan el jo es veu enfrontat amb l'ansietat que li produeix l'instint de mort, ho deflexiona en part en una projecció i en altra part ho converteix en agressivitat.
El jo s'escindeix i projecta fora la part que conté l'instint de mort, posant-lo en l'objecte extern original: el pit, per la qual cosa l'arriba a experienciar com a dolent i amenaçador per al jo, i origina un continent de persecució. Sovint sent que la intrusió de l'instint de mort en el pit l'escindeix en molts trossos, i es troba enfront de molts perseguidors. L'altra part d'instint de mort que queda en el jo esdevé agressió i es dirigeix contra els perseguidors.
Alhora s'estableix una relació amb l'objecte ideal. Projecta la libido creant un objecte que satisfaça l'impuls instintiu del jo de conservar la vida, és a dir, es projecta l'instint de vida, doncs es conforma el primer objecte bo: pit bo, idealitzat, que és el punt central del jo. L'objecte bo condensa les experiències gratificants del contacte del jo amb l'objecte i la realitat externa. La resta de libido que queda dins del jo la utilitza per establir una relació libidinal amb aquest objecte ideal.
L'objectiu del nadó és adquirir i guardar dins de si l'objecte ideal i identificar-se amb aquest, que és el que li dona la vida, i protegir i mantenir fora de si l'objecte dolent i les parts del jo que contenen instint de mort.
L'ansietat predominant en aquesta posició és que els objectes persecutoris s'introduiran en el jo i anihilaran l'objecte ideal i el jo, i davant això desenvolupa mecanismes de defensa.

### Projecció i introjecció
Introjectar el bé i també projectar-lo per mantenir-lo a recer de la seua realitat interna:
- Projectar allò dolent i introjectar els seus perseguidors, i fins i tot identificar-se amb ells per controlar-los.

El tret constant és que en situacions d'ansietat augmenta la dissociació, i s'utilitza la projecció i introjecció per mantenir els objectes persecutoris tan lluny com siga possible dels objectes ideals, alhora que se'n manté tots dos sota control.

### Idealització
Idealitza excessivament l'objecte ideal amb la finalitat de mantenir-lo allunyat del persecutori i fer-lo vulnerable. Aquesta idealització excessiva està vinculada amb la negació màgica omnipotent: és a dir, sentir que l'objecte li pertany i que l'ha creat.

### Negació
Quan la persecució és tan intensa que es fa insuportable el nadó la pot negar totalment. Aquesta negació bàsica es basa en la fantasia d'anihilació dels perseguidors. Una altra forma d'utilitzar la negació omnipotent com a defensa davant la persecució excessiva és idealitzar l'objecte perseguidor i tractar-lo com a ideal.

### Identificació projectiva
La identificació projectiva es dona quan s'escindeixen i aparten parts del jo i objectes interns i els projecta en l'objecte extern, el qual queda posseït, controlat i identificat amb les parts projectades.

## Etapes del desenvolupament
Segons Erikson, en són vuit:
1. Etapa de confiança versus desconfiança (fase oral):
va des del naixement fins a un any d'edat. En néixer el nen(a), passa a dependre absolutament del seu medi ambient. Si la mare i la família proporcionen una cura contínua, consistent i adequada a les necessitats del nen(a), s'hi generarà una sensació de confiança bàsica, que es traduirà en un sentit d'esperança i optimisme enfront de la vida. Per contra, si la cura primerenca és variable, impredictible, caòtica o roïna, es generarà una sensació de desconfiança en el nen(a).
2. Etapa d'autonomia versus vergonya i dubte (fase muscular anal):
va des d'un any fins als 2 anys; ací es fixa la noció d'autonomia del nen(a). A mesura que el nen(a) siga capaç de controlar els esfínters, usar músculs per moure's, vocalitzar... desenvoluparà una sensació de ser autònom. Si hi ha sensació de molt de control, de ser avergonyit davant els primers fracassos, poden sorgir sentiments de vergonya, dubte i inseguretat.
Els resultants d'un desenllaç positiu d'aquesta etapa és la sensació de tenir una voluntat pròpia.
3. Etapa d'iniciativa versus culpabilitat (preescolar):
va des dels tres als quatre anys. El nen(a) s'adona més agudament del seu medi extern. Pren la iniciativa d'establir relacions més properes amb el progenitor del sexe oposat. En aquesta etapa hi ha major preocupació pels genitals, pels pares del sexe oposat, i en general una major noció de les diferències entre els sexes. La identificació amb el progenitor del mateix sexe és crucial en aquesta etapa.
4. Etapa d'activitat versus inferioritat (escolar):
va des dels sis als dotze anys; el nen(a) mostra la seua capacitat de desenvolupar-se activament en la interacció educacional. També es desenvolupa la capacitat d'interactuar socialment, per primera volta fora de la família. En la mesura que la interacció educacional i social es desenvolupa, s'aconsegueix un sentit de ser competent; en la mesura que això no es done, apareix un sentit d'inferioritat. Molts problemes de rendiment escolar, de fòbies i aïllament social primerencs són característics d'aquesta etapa.
El nom de latència donat a aquesta etapa es refereix a la suspensió de recerca de vincles heterosexuals, que s'evidencia en la segregació prosexe, freqüents en aquesta edat.
5. Etapa d'identitat versus confusió de rols:
S'estén des dels dotze als vint anys. Com a tasca central del desenvolupament adolescent està el concepte de consolidació de la identitat. Els canvis físics i psicològics de la pubertat fan entrar en un període d'augment del conflicte psicològic intern, la conseqüència del qual serà un sentit de continuïtat i estabilitat d'un mateix al llarg del temps. Quan això no s'aconsegueix, Erikson parla de la síndrome de difusió de la identitat. Fixar els propis gusts, interessos, valors i principis és la manera de créixer. El jove es delimita a si mateix del dels pares i família.
6. Etapa d'intimitat versus aïllament:
va des dels vint als quaranta anys; l'adult entra a formar part de la societat en exercir un treball i relacionar-se establement amb una parella i moltes vegades formant una família. Poder compartir una família en el desenvolupament de la capacitat d'intimitat és la tasca central d'aquesta etapa, que requereix un sentit de solidaritat i d'identitat compartida en parella. El contrari produeix aïllament personal.
El que s'ha dit per a la parella s'aplica al treball, on la persona ha de mostrar la seua capacitat de lliurament estable a una labor donada.
7. Etapa de generativitat versus estancament:
va des dels quaranta als seixanta anys. El més crucial d'aquesta etapa és la capacitat de cuidar i facilitar el desenvolupament de les generacions més joves. Els adults d'aquesta edat participen en aquesta tasca sent pares, professors, guies. L'adult que no pot ser generatiu sent una sensació d'estancament, i viu en forma egocèntrica i sense propulsió cap al futur.
Erikson planteja que els adults mitjans necessiten els nens, i que és tan necessari per a ells cuidar-los, com els nens necessiten algú que els cuide.
8. Etapa d'integritat versus desesperança (adult major):
des dels seixanta anys en endavant, a mesura que l'adult completa el cicle d'haver viscut, i assegurat que visca la generació següent, s'arriba al tema final del cicle vital: la integritat reposa en l'acceptació de la successió de les generacions i de la finitud de la vida natural. Aquesta fase final implica el desenvolupament d'una saviesa i d'una filosofia transcendent de la vida.
Per contra, si no s'adquireix aquesta noció d'integritat, la desesperació i el temor a la mort es presentarà com a resultat d'una vida irrealitzada.
Les característiques i tasques de cadascuna de les etapes descrites per Erikson constitueixen unes fases en constant moviment; l'individu sempre està en procés de desenvolupar la seua personalitat.

Sobre aquest tema, vegeu nounat, infància, adolescència, joventut, adultesa i vellesa.

## Teories de l'aprenentatge
La teoria de l'aprenentatge es basa en la idea que el desenvolupament és la conseqüència de la suma d'experiències vitals que influeixen en la conducta provocant canvis més o menys duradors, però que són modificables amb noves experiències d'aprenentatge. Postulen que és l'adaptació a l'ambient el que fa a l'ésser intel·ligent modificar els patrons d'actuació per aconseguir així una millor execució.
La recerca en aquest camp permeté determinar les lleis de l'aprenentatge que provoquen els canvis conductuals. Consideren que el desenvolupament no respon a etapes estàtiques i que es pot donar al llarg de tota la vida. Se centren més en el canvi qualitatiu que quantitatiu. Hi ha molt poques variables inferides en l'estudi de la conducta, la qual cosa afavoreix la recerca empírica.
Els inicis de la recerca conductual tenen l'origen en la filosofia de John Locke. Aquest autor concep la “psique” humana com una “tabula rasa”, és a dir, no portem “prefixat” cap patró quan venim al món, sinó que arribem “nets” i són les nostres experiències vitals les que conformen la nostra personalitat. No és possible desenvolupar cap habilitat si no és amb l'aprenentatge, realitzant-lo amb els sentits.
Els diferents autors de la teoria de l'aprenentatge s'han centrat a definir les lleis que el regulen més que a competir entre ells sobre si unes teories són més certes que altres, i han arribat a principis comuns:
1. La personalitat és fruit de l'aprenentatge.
2. Les diferències entre individus responen a diferències històriques vitals que provoquen diferents experiències d'aprenentatge.
3. La interacció entre l'entorn i els patrons d'aprenentatge passats són els que permeten pronosticar la conducta futura.
4. No hi ha cap determinació biològica que directament genere la conducta.